# Принцип неагресивности
Принцип неагресивности (енгл. non-aggression principle — NAP) представља свесно деловање неке особе или институције тако да никоме то не представља сметњу. За потребе дефинисања овог појма, агресију дефинишемо као суптилну или директну претњу над неком особом или над имовином као лоше дело. Истиче се као основни принцип либертаријанизма и ближе одређена идеја минархизма и анархокапитализма.
У односу на пацифизам, принцип неагресивности не искључује принудну одбрану особе на своју руку.
Не постоји јединствено и универзално тумачење дефиниције принципа неагресивности, због своје разноврсности поводом ставова око приватности, насиља, абортуса, несташице, интелектуалних својина итд.